# Stefan Henrich
Stefan Henrich (* 14. März 1962) ist ein ehemaliger deutscher Handballspieler.

## Werdegang
1983 wurde das Mitglied des MTSV Schwabing mit der bundesdeutschen Auswahl Zweiter der Juniorenweltmeisterschaft.
Von 1988 bis 1990 spielte der 1,88 Meter große Henrich beim TuSEM Essen. Ab 1990 gehörte der Rückraumspieler mit dem TV 08 Niederwürzbach einem anderen Bundesligisten an, zu Jahresbeginn 1991 wechselte er zur SG Wallau/Massenheim. Später spielte er wieder beim MTSV Schwabing, 1985/86 beim TuS Hofweier und hernach wieder in Schwabing.